# EDS-stiftelsen
EDS-stiftelsen är en stiftelse bildad på initiativ av Ehlers-Danlos syndrom Riksförbund Sverige för att stödja undervisning och utbildning beträffande de ärftliga bindvävseffekter som ger upphov till de symptom och skador som orsakas av de olika formerna av sjukdomen Ehlers-Danlos syndrom (EDS). EDS-stiftelsen främjar även vetenskaplig forskning kring EDS. En orsak till att stiftelsen bildades är att trots att sjukdomen inte är helt ovanlig så är kunskaperna om den inom såväl vården som i samhället i stort bristfällig. En uppgift för stiftelsen är därför informationsinsatser riktade till sjukvården och organisationer inom sjukvårdsområdet.
EDS-stiftelsen finansieras främst genom donationer från enskilda. Stiftelsen ger bidrag för olika utbildningsinsatser riktade till drabbade av sjukdomen och till personer som på annat sätt kommer i kontakt med EDS, till exempel anhöriga. Stiftelsen ger dessutom stipendier för forskning kring de olika typerna av EDS, behandlingar och hjälpmedel.